# Ibrahim Mirza
Ibrahim Mirza, död 1459, var en monark ur timuriderdynastin. Han var regerande sultan i Timuriderriket mellan 1457 och 1459.